# Myštice
Myštice é uma comuna checa localizada na região da Boêmia do Sul, distrito de Strakonice.